# Acoloithus
Acoloithus is een geslacht van vlinders van de familie bloeddrupjes (Zygaenidae), uit de onderfamilie Procridinae.

## Soorten
- A. basalis (Edwards, 1887)
- A. erythrozona Dyar, 1912
- A. falsarius Clemens, 1861
- A. flora Schaus, 1911
- A. giganteus Hering, 1924
- A. isochrous Jordan, 1913
- A. novaricus Barnes & McDunnough, 1913
- A. opacus Jordan, 1913
- A. rectarius Dyar, 1898
- A. satanas Hering, 1938
- A. totusniger Alberti, 1954
- A. trismegistos Hering, 1926
- A. viridis (Druce, 1906)